# I'm the One (Descendents)
I'm the One è il terzo singolo della punk band californiana Descendents. È stato pubblicato dalla Epitaph Records nel 1997

## Tracce
1. I'm the One – 2:15
2. Everything Sux – 1:30
3. Lucky – 3:10
4. Shattered Milo – 2:51

## Formazione
- Milo Aukerman - voce
- Stephen Egerton - chitarra
- Karl Alvarez - basso
- Bill Stevenson - batteria